# 신부와 편견
《신부와 편견》(영어: Bride & Prejudice)은 2004년에 개봉한 인도의 영화이다. 제인 오스틴의 소설 《오만과 편견》을 바탕으로 제작되었다.

## 줄거리
암리차르에 사는 젊은 여성 랄리타 박시는 가족과 함께 친구의 중매 결혼식에 초대받는다. 그곳에서 랄리타는 인도의 법정 변호사 발라지 및 그의 여동생 키란의 오랜 친구인 잘생기고 부유한 미국인 윌 다시를 만난다. 발라지는 랄리타의 언니 자야에게 즉시 반하고, 다시도 랄리타에게 끌린다. 다시가 묵고 있는 고급 호텔의 수준을 폄하하고 중매결혼을 구시대적이라고 말하며 문화적으로 경직된 태도를 보이자 랄리타는 다시를 싫어한다. 발라지가 반한 자야를 고아주로 초대하자, 박시 씨는 랄리타에게 동행을 부탁한다. 고아주에서 랄리타와 다시는 남성과 여성, 그리고 인도의 경제적 미래에 대한 자신들의 생각 때문에 충돌한다. 그날 밤 해변에서 랄리타는 다시의 전 유모의 아들인 런던 출신 조니 위컴을 만나고, 위컴은 다시에 대한 그녀의 낮은 평가를 확인시켜 준다.
박시 가족은 박시 씨의 여동생 남편의 친척으로 로스앤젤레스에 살며 결혼할 "전통적인 여성"을 찾기 위해 인도를 방문한 콜리 사브의 방문을 받는다. 콜리 사브가 박시 부인이 부유한 발라지와 결혼할 운명이라고 생각하는 자야에게 끌리자, 그녀는 콜리를 랄리타에게 유도하여 랄리타를 불편하게 만든다. 박시 부인의 반대에도 불구하고 위컴은 가족과 콜리와 함께 가르바에 초대받는다. 다시와 키란의 위컴과 엮이지 말라는 경고를 무시하고 랄리타는 기쁘게 위컴과의 춤을 허락한다. 콜리가 랄리타에게 청혼하자, 랄리타는 거절하여 어머니를 화나게 한다.
발라지, 키란, 다시는 저녁 식사를 위해 박시의 집으로 초대받고, 그곳에서 어린 여동생 마야는 손님들을 위해 저속한 뱀춤을 춘다. 박시 부인은 발라지와 자야의 임박한 약혼과 미래의 아기들에 대해 큰 소리로 언급하며 손님들의 불편함을 더욱 가중시킨다.
발라지는 다음 날 집으로 와 자야에게 작별 인사를 하고 런던에서 편지를 쓰겠다고 약속한다. 자야, 특히 랄리타의 놀랍게도 막내 여동생 라키 박시는 랄리타의 친구 찬드라가 콜리 사브와 결혼한다고 발표한다. 같은 날 밤, 위컴은 떠난다고 발표하고 랄리타에게 편지를 쓰겠다고 약속한다. 발라지도 위컴도 두 언니에게 편지를 쓰지 않지만, 위컴은 몰래 라키에게 편지를 쓴다.
박시 가족은 로스앤젤레스에서 열리는 콜리와 찬드라의 결혼식에 초대받는다. 가족들은 수락하고, 자야는 발라지를 다시 보기를 바라며 런던에 잠시 들르기를 기대한다. 런던에서 키란은 발라지가 예비 신부를 만나기 위해 뉴욕에 있다고 알려주어 자야, 랄리타, 박시 부인을 비탄에 잠기게 한다. 히스로 공항에서 라키, 자야, 랄리타, 박시 부인은 우연히 다시를 만난다. 다시는 콜리와 찬드라의 결혼식으로 가는 길이었다. 비행기 안에서 다시는 박시 부인에게 자신의 일등석 좌석을 기꺼이 양보하고, 자신은 남은 비행 동안 이코노미 클래스에서 랄리타 옆에 앉는다. 캘리포니아에 머무는 동안 다시는 랄리타를 기쁘게 하기 위해 데이트를 하고, 랄리타의 다시에 대한 의견이 개선되면서 두 사람은 사랑에 빠진다.
결혼식에서 랄리타는 다시의 여동생 조지나를 만난다. 조지나는 랄리타에게 다시가 발라지에게 "골드 디거" 어머니를 둔 인도인 소녀와 결혼하지 말라고 설득했기 때문에 발라지와 다시가 이야기하지 않는다고 말한다. 랄리타는 다시가 자야가 발라지에게서 소식을 듣지 못한 이유라는 것을 분노에 차 깨닫는다. 다시의 거만한 어머니 캐서린은 랄리타에게 다시의 여자친구라고 알려진 앤을 소개하는데, 앤은 랄리타의 이름을 "롤리타"라고 잘못 발음한다. 앤에게는 아무런 관심이 없다고 사적으로 부인하면서 다시는 랄리타에게 열정적으로 청혼하며, "미친" 결혼이 가족을 불쾌하게 할 것이지만 그녀를 잊을 수 없었다고 고백한다. 랄리타는 그의 모욕적인 청혼을 거절하고 자야의 불행에 대해 그를 비난하며 화를 내며 거절한다.
런던으로 돌아온 라키는 가족의 경유를 이용하여 몰래 빠져나가 위컴을 만난다. 다시는 자야와의 관계를 방해한 것에 대해 발라지에게 사과한다. 다시는 랄리타에게 자신의 오만함을 사과하며, 위컴이 16세에 조지나를 임신시켰고, 가족의 돈 때문에 그녀와 결혼하려 했으며, 계획이 실패하자 도망쳤다고 비밀리에 설명한다. 다시가 위컴에 대해 옳았다는 것을 깨달은 랄리타는 위컴과 함께 라키를 찾도록 다시에게 도움을 요청하고, 두 사람은 라키를 구출한다. 자야와 발라지의 약혼 축하 행사에서 다시의 참여와 인도 관습에 대한 존중하는 태도를 본 랄리타는 다시의 재차 청혼을 받아들인다. 영화는 자야와 발라지, 랄리타와 다시의 이중 결혼식으로 끝난다.

## 한국판 성우진(KBS) (2005년 4월 2일)
- 이규화 - 달시(마틴 헨더슨)
- 정미숙 - 랄리타(아이슈와라 라이)
- 장광 - 박쉬(아누팜 커)
- 김정미 - 엄마(나디라 바브바)
- 양석정 - 발라지(나빈 앤드류스)
- 이규석 - 위컴(대니얼 길리스)
- 이재용 - 콜리(나틴 챈드라 카나트라)
- 임수아 - 달시의 모친(마샤 메이슨)
- 이용순 - 키란(인디라 바마)
- 김지혜 - 지야(남라타 시로드카)
- 은미 - 마야(메그나 코타리)
- 정현경 - 라키(피아 라이 초우드하리)
- 구민선 - 친드라(소날리 쿨카니)
- 이미향 - 조지나(알렉시스 블레델)
- 안용욱 - 호텔 지배인

### KBS판 스태프
- 번역 - 최성연
- 연출 - 김웅종
- 우리말제작 - KBS 미디어